# Пушпаданта
Пушпаданта (санскр. Pushpadanta — обладающий зубами, как цветы) — в индийской мифологии один из восьми священных слонов-стражей восьми концов света (диггаджа). Охране Пушпаданты вверен северо-запад. Народное представление, ведущее современных слонов от мифических, видит потомков Пушпаданты в тех слонах, которые имеют боязливый нрав, выступающие наружу вены, короткие уши и длинный хобот.